# Melolontha amplipennis
Melolontha amplipennis är en skalbaggsart som beskrevs av Frey 1975. Melolontha amplipennis ingår i släktet Melolontha och familjen Melolonthidae. Inga underarter finns listade i Catalogue of Life.